# Talsperre Guijo de Granadilla
Die Talsperre Guijo de Granadilla (spanisch Presa de Guijo de Granadilla) ist eine Talsperre mit Wasserkraftwerk in der Gemeinde Guijo de Granadilla, Provinz Cáceres, Spanien. Sie staut den Alagón zu einem Stausee auf. Die Talsperre dient der Stromerzeugung. Sie wurde 1982 fertiggestellt. Die Talsperre ist im Besitz von Iberdrola Generacion S.A. und wird auch von Iberdrola betrieben.

## Absperrbauwerk
Das Absperrbauwerk ist eine Gewichtsstaumauer aus Beton mit einer Höhe von 48 (bzw. 51,5) m über der Gründungssohle. Die Mauerkrone liegt auf einer Höhe von 332 m über dem Meeresspiegel. Die Länge der Mauerkrone beträgt 210 m. Das Volumen der Staumauer beträgt 95.410 m³.
Die Staumauer verfügt sowohl über einen Grundablass als auch über eine Hochwasserentlastung. Über den Grundablass können maximal 16 m³/s abgeleitet werden, über die Hochwasserentlastung maximal 2020 (bzw. 2200) m³/s. Das Bemessungshochwasser liegt bei 2000 m³/s.

## Stausee
Beim normalen Stauziel von 329 m erstreckt sich der Stausee über eine Fläche von rund 1,24 km² und fasst 13 (bzw. 14) Mio. m³ Wasser; davon können 3 Mio. m³ für die Stromerzeugung genutzt werden.

## Kraftwerk
Die installierte Leistung des Kraftwerks beträgt 48,6 (bzw. 52 oder 53) MW. Das Kraftwerk kann als Pumpspeicherkraftwerk betrieben werden. Die maximale Leistungsaufnahme beträgt im Pumpbetrieb 50 MW. Die Fallhöhe beträgt 25 m. Der maximale Durchfluss liegt bei 240 m³/s. Das Maschinenhaus befindet sich in der Mitte der Staumauer.